# Афазия Вернике
Афазия Вернике (сенсорная, акустико-гностическая, рецептивная, беглая афазия, глухота на слова) — афазия (нарушение речи) при поражении корковой части слухового анализатора, зоны Вернике.
По классификации А. Р. Лурия, в основе лежит нарушение фонематического слуха, различение звукового состава слов. При акустико-гностической афазии наблюдается утрата способности различать звуковой состав слова — фонемы (согласные звуки, которые противопоставляются по признакам твердости-мягкости, звонкости-глухости, а также все гласные звуки и их ударность). Таким образом, центральным дефектом здесь является нарушение понимания речи — феномен «отчуждения смысла слова» при его правильном повторении.

## Симптомы
При поражении области Вернике человек всё слышит, но содержания слов не понимает, они не вызывают у него ассоциаций; родной язык звучит для него, как иностранный. Из-за сенсорной афазии человек не может выделять и различать речевые звуки.
Речь может оставаться грамматически правильной, но содержит множество иносказаний, неологизмов («жаргонная афазия»), служебных слов (союзов и предлогов). Высказывания многословны, но неинформативны, слова кажутся выставленными в случайном порядке. Жесты и мимика не помогают донести смысл высказываний. Больной не осознает, что речь у него нарушена, и раздражается, если его не понимают.
Больной не понимает простых вопросов (вида «как тебя зовут?»).
Сохранено понимание команд, адресованных к мышцам головы и туловища («закрыть глаза», «сесть», «повернуться») — эта особенность помогает отличить сенсорную корковую афазию от тугоухости, психических заболеваний или симуляции.
Письменная речь нарушена.
Сенсорная корковая афазия может сопровождаться сильным возбуждением и параноидным состоянием.
Таким образом, сенсорная корковая афазия включает как экспрессивные расстройства, так и импрессивные расстройства и поэтому, строго говоря, является чисто «сенсорной» или «рецептивной». Нарушено также повторение, называние, чтение и письмо.

## Причины
Очаг поражения обычно локализован в задних отделах речевой системы и хотя бы частично захватывает сенсорный центр речи. Самая частая причина — эмболия одной из нижних ветвей средней мозговой артерии, в частности эмболия задней височной артерии или эмболия артерии угловой извилины.
Другие причины — внутримозговое кровоизлияние, инфаркт мозга, тяжелая черепно-мозговая травма и новообразования.

## Сопутствующие заболевания
Сенсорная корковая афазия часто сопровождается правосторонней полной гемианопсией или верхнеквадрантной гемианопсией, в некоторых случаях отмечается небольшое сглаживание правой носогубной складки — каких-либо других нарушений обычно нет. Речь, полная неологизмов и парафазии, возбужденное состояние и отсутствие неврологических симптомов иногда заставляют заподозрить психическое заболевание МДП. Правильный диагноз можно поставить на основании других характерных признаков афазии и отсутствия психического заболевания до её развития.